# Charlie Howard (victime de meurtre)
Charlie O. Howard (né le 31 janvier 1961 et mort le 7 juillet 1984) est un jeune homme homosexuel qui fut agressé et assassiné en 1984 à Bangor (Maine), en raison de son orientation sexuelle.
Charlie et son compagnon, Roy Ogden, marchaient dans la rue quand trois adolescents (Shawn I. Mabry, 16 ans ; James Francis Bain, 15 ans ; et Daniel Ness, 17 ans) qui passaient en voiture sont descendus de leur véhicule pour pourchasser, insulter et agresser Charlie : après l'avoir rattrapé et rué de coups, ils l'ont jeté dans le canal de la rivière Kenduskeag qui traverse le centre-ville de Bangor. Le corps de Charlie noyé est retrouvé plusieurs heures plus tard par les secouristes.
Cet évènement a galvanisé la population de Bangor d'une manière similaire au meurtre de Matthew Shepard, mais sans pour autant atteindre le même niveau de notoriété national.
L'Alliance politique gay et lesbienne du Maine (qui deviendra plus tard EqualityMaine) a en partie vu le jour à cause de la mort de Charlie Howard.
Le conseil municipal de Bangor et des membres de la communauté lesbienne, gay, bisexuelle et transgenre ont érigé un monument le long de la rivière Kenduskeag en hommage à la mémoire de Charlie Howard, victime d'un crime motivé par la haine.

## Biographie

### Enfance et venue dans le Maine
Charlie est né à Portsmouth, dans le New Hampshire (Nouvelle-Angleterre). Jeune homme blond, Charlie était petit, maigre et souffrant d'asthme. Il fut souvent moqué comme un petit enfant pendant son enfance et fut maintes fois dénigré par ses camarades durant ses années d'école secondaire. Il était victime de railleries et d'intimidations dû à sa manière de marcher et de parler ; on le traitait de « mauviette » et de « pédé », et Charlie accumulait facilement les cicatrices et les bleus.
Il n'assista pas à sa remise des diplômes pour épargner à sa famille les insultes et moqueries qu'il subissait souvent, et à cause de ses mauvaises notes, Charlie n'entra pas à l'université. Les emplois étaient rares à Portsmouth, d'autant plus pour quelqu'un que tout le monde savait homosexuel.
Il eut une relation avec un homme qui le poussa à quitter Portsmouth pour aller vivre à Ellsworth, ville côtière du Maine. Lorsque sa relation s'acheva en fin janvier 1984, il quitta Ellsworth pour rejoindre Bangor, toujours dans le Maine, qui offrait de meilleures opportunités pour le travail et la vie sociale.
À Bangor, Charlie se noua d'amitié avec Paul Noddin et Scott Hamilton qui l'accueillirent chez eux (une grande maison victorienne qu'ils avaient rénovés sur Highland Avenue) alors qu'il était un sans-abri sans perspective. Après un mois d’hébergement, et comme les possibilités professionnelles ou sociales de Charlie étaient quasi-nulles, Paul et Scott le persuadèrent de retourner vivre chez sa mère et son beau-père à Portsmouth.

### Retour dans le Maine
Au bout de seulement une semaine de retour chez sa mère, à Portsmouth, Charlie savait qu'il ne pourrait pas y rester plus longtemps. Il eut une brève relation avec un homme qui se termina rapidement. À la suite de cela, Charlie recontacta Paul et Scott qui, voyant sa souffrance et son mal-être, l'invitèrent à revenir sur Bangor.
Charlie revint à Bangor de bonne humeur, prêt et déterminé. Il rejoignit l'église unitarienne solidaire de Union Street ainsi que le groupe de soutien Bangor Interweave où certains membres étaient ouvertement gays. Il se fit à Bangor de nouveaux amis et fut enfin accepté pour ce qu'il était. En remerciement de leur soutien, Charlie prépara un dîner de Pâques à Paul et Scott et décora leur maison. À la suite de cela, il prit un appartement sur First Street, près de l'église qu'il avait rejoint, et adopta un chaton.

### Expériences homophobes
Charlie vécut à une époque où la plupart des homosexuels étaient encore rejetés et cachés, mais lui voulait assumer ce qu'il était, que cela soit en privé ou en public. De nombreux amis gays avaient déjà subi des insultes ou des agressions en ville et n'osaient pas aller porter plainte par peur d'une homophobie venant de la police elle-même. Mais cela n'empêchait pas Charlie d'être lui-même. S'il avait envie de porter du maquillage, des bijoux et/ou accessoires féminins, il le faisait. Il surnommait souvent les gens « mon cher » et était même connu pour chanter la chanson I Am What I Am de la comédie musicale La Cage aux Folles.
En 1984, peu de gens étaient tolérants envers les homosexuels et envers l'homosexualité en général. Les victimes de dénigrement, violence ou agression homophobe ne signalaient pas les incidents. Charlie, lui, attirait la colère des gens du fait de s'afficher ouvertement homosexuel et refusant de se camoufler dans la foule. Il fut souvent tourmenté par les lycéens. On lui demanda une fois, alors qu'il se trouvait dans la boîte de nuit de West Market Disco, de quitter les lieux après avoir dansé avec un autre homme. Une autre fois, Charlie fut abordé par une femme dans un marché qui lui cria des épithètes telles que « vous êtes un pervers ! Vous êtes pédé ! » ; effrayé, Charlie s'éloigna d'elle mais non sans se retourner vers elle pour lui envoyer un baiser.
Si Charlie s'affichait en public et semblait s'assumer, répondant de façon ironique à ses harceleurs, il n'en restait pas moins terrifié et se méfiait davantage des étrangers à chaque agression verbale à son encontre.
Un jour, alors qu'il quittait son appartement, il retrouva son chaton mort étranglé sur le seuil de sa porte.

### Meurtre
Dans la nuit du samedi 7 juillet 1984, Charlie assista à un souper au groupe de soutien de Bangor Interweave. Quittant la soirée vers 22 heures avec son nouvel ami Roy Ogden, il décida d'aller au bureau de poste pour récupérer son courrier, et alors qu'ils gravissaient State Street et s'engageaient sur le pont qui traversait la rivière Kenduskeag, une voiture conduite par des adolescents du secondaire arriva à leur hauteur et commença à ralentir. Shawn Mabry, Jim Baines et Daniel Ness (avec qui Charlie avait déjà eu des altercations et incidents) se trouvaient dans la voiture, accompagnés par deux filles. Ils avaient assisté à une fête et étaient partis acheter de l'alcool avec une fausse carte d'identité que l'une des filles avait en sa possession. Voyant Charlie au niveau du pont, les trois garçons ont décidé de descendre de la voiture et de le poursuivre pendant que les deux filles restaient dans celle-ci.
Charlie s'est mis à courir lorsqu'il reconnut le véhicule, mais Shawn, Jim et Daniel le suivaient en l'injuriant et lui lançant des épithètes. Charlie, prit par son asthme, est tombé sur le sol, tentant de reprendre son souffle en vain. Son ami Roy a continué à courir plus loin en amont sur State Street puis s'est arrêté pour observer la scène.

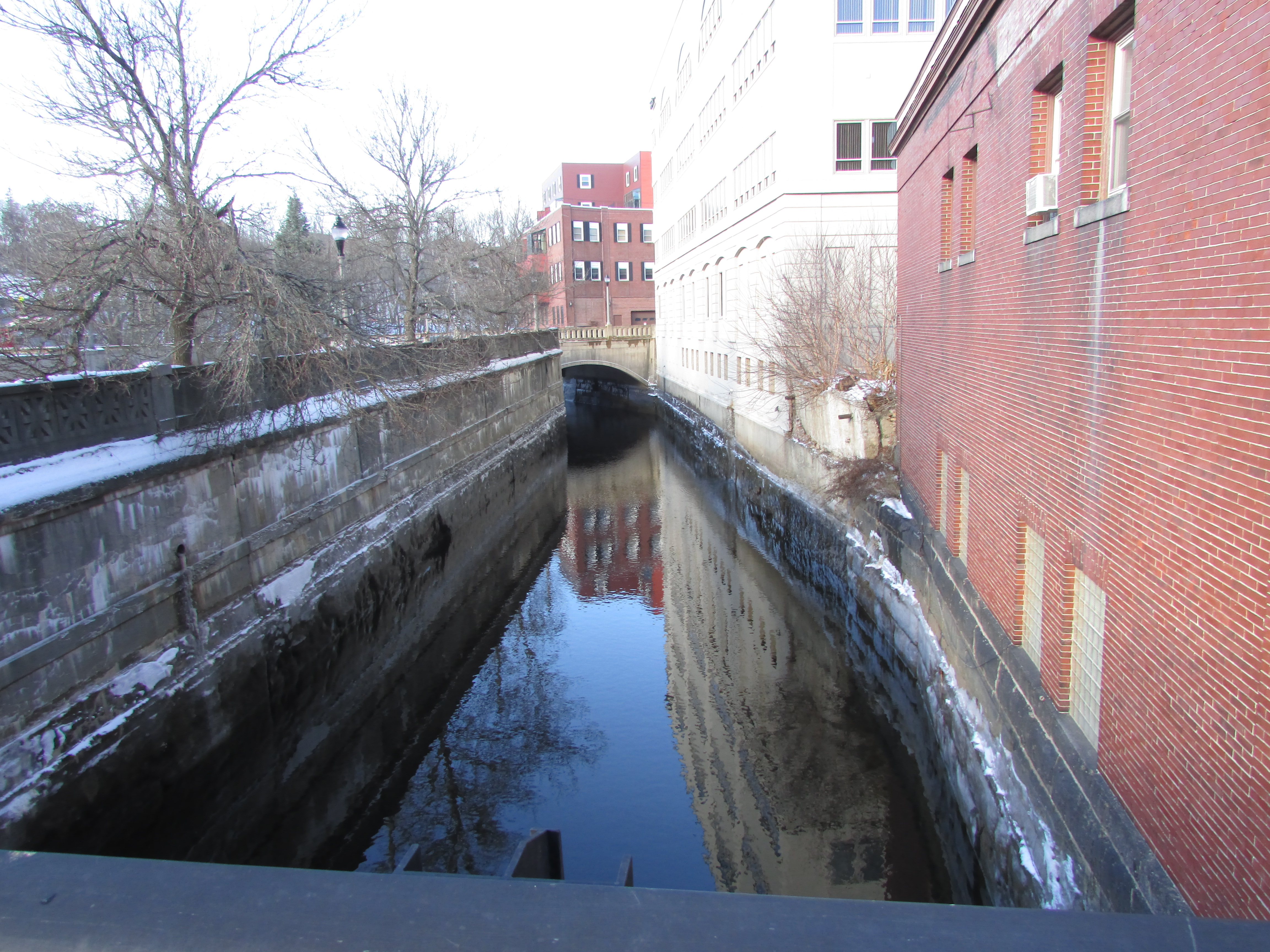
Canal de la Kenduskeag traversant le centre-ville de Bangor, où a été jeté Charlie Howard.

Les trois garçons ont alors sauté sur Charlie, au sol, et se sont mis à le frapper et le rouer de coups de pied. Jim Baines s'est alors écrié de jeter Charlie par-dessus le parapet avant de l'attraper par les jambes. Aidé par Daniel Ness, ils ont tous deux attrapé Charlie et ont commencé à le soulever. Charlie, qui ne savait pas nager, plaida pour sa vie et s'agrippa au parapet dans l'espoir vain de ne pas tomber par-dessus bord. Arrachant ses mains, Jim et Daniel, aidés par Shawn, l'ont jeté par-dessus les rambardes. Ils ont ensuite rejoint la voiture que les filles tentaient de démarrer, ont menacé Roy Ogden avant de prendre la fuite. Roy Ogden est alors parti chercher de l'aide et a déclenché la première alarme incendie qu'il trouva sur State Street.
Les sirènes furent bientôt entendues et quand les secours arrivèrent sur les lieux, une recherche immédiate de Charlie débuta le long du canal dans lequel coulait la Kenduskeag dans le centre-ville de Bangor. On ne trouva pas Charlie avant une heure du matin, et l'autopsie faite montra qu'il avait été victime d'une grave crise d'asthme et qu'il s'était, par la suite, noyé.
De retour à la fête, Shawn, Jim et Daniel se sont vantés de leur altercation avant que, au lendemain, l'un d'eux ne se rende de lui-même après avoir découvert la mort de Charlie. Les deux autres décidèrent de quitter la ville à bord d'un train de marchandise avant de faire demi-tour et de rentrer chez eux où ils furent arrêtés.

### Inhumation
Charlie Howard a été enterré au cimetière d'Orchard Grove à Kittery, dans le Maine. Sa tombe est anonyme.

## Réactions

### Commémoration du 9 juillet 1984
Le lundi 9 juillet 1984, deux jours après le meurtre de Charlie, plus de 200 personnes se sont rassemblées pour une messe commémorative en sa mémoire à l'église unitarienne d'Union Street. Par la suite une procession aux chandelles est descendue dans les rues de Bangor jusqu'au pont où Charlie avait été agressé. À la demande de la mère de la victime, des gens jetèrent des roses dans le canal de la Kenduskeag. Les manifestants se sont rendus au poste de police ou sont restés dans la rue, silencieux malgré certains chahuteurs dans la foule qui lancèrent des noms obscènes.

### Hostilité
Une semaine après la messe commémorative, à l'endroit où Charlie avait été jeté, quelqu'un tagua les mots « faggots jump here » (les pédés sautent ici).
Le journal local Bangor Daily News publie de nombreux éditorial visant à stopper les tentatives de plaidoyer en faveur des droits LGBT, poussé par l'éditeur en chef Paul Reynolds.

### Autres commémorations
Le 7 juillet 2004, une marche pour le vingtième anniversaire de la mort de Howard a été organisée en sa mémoire.

## Condamnation des trois mineurs inculpés
Shawn Mabry, Jim Baines et Daniel Ness furent envoyés dans la prison du comté de Hancock, puis relâchés sous la garde de leurs parents. Les garçons furent jugés comme mineurs et condamnés le 1er octobre 1984 au Maine Youth Center (centre de détention pour mineurs) car n'ayant pas dépassés l'âge majeur de 21 ans.
Selon le Bangor Daily News (le journal de la ville), « Jim Baines a été libéré après avoir purgé une peine de deux ans et Shawn Mabry a été libéré après 22 mois ».
Adulte, Jim Baines a ensuite parlé à divers groupes dans le Maine de son implication dans le meurtre et des dégâts que l'intolérance peut causer aux personnes et à leur communauté. Son histoire, Penitence: A True Story d'Edward Armstrong, a été publiée, bien qu'il n'ait reçu aucune redevance du livre.

## 25 ans plus tard
Le Bangor Daily News, vingt-cinq ans après les faits, tenta d'interroger Shawn Mabry, Jim Baines et Daniel Ness (désormais des hommes d'âge moyen) pour avoir leur point de vue sur le meurtre. On ne retrouva pas Shawn Mabry et Daniel Ness, mais Jim Baines accepta de répondre à l'invitation. Il vivait et travaillait encore à Bangor et après sa libération du centre de détention il parla régulièrement de la tolérance envers les étudiants locaux et s'adressa même à la législature de l'État du Maine pour soutenir un projet de loi « interdisant la discrimination fondée sur l'orientation sexuelle ».
En 1994, Jim Baines co-écrit le livre Penitence: A True Story avec Ed Armstrong sans toucher le moindre bénéfice. La même année, Shawn Mabry exprima ses regrets quant à sa participation à cet acte homophobe, en déclarant qu'il pensait à Charle Howard tous les jours.
Le 7 juillet, date de la mort de Howard, est maintenant le Jour de la Diversité de Bangor.

### Mémorial
Aujourd'hui, non loin du site du meurtre de Charlie Howard, la ville de Bangor a fait ériger un mémorial. Les mots suivants sont gravés sur la pierre : 
« Puissions-nous, citoyens de Bangor, continuer à changer le monde qui nous entoure jusqu'à ce que la haine devienne un rétablissement et que l'ignorance devienne une compréhension. » 
Le 23 mai 2011, des vandales peignirent à la bombe des graffitis et des insultes anti-gay sur le mémorial de Charlie Howard. Sa famille, ses proches et ses amis l'ont nettoyé et dédicacé.

## Héritage dans la pop-culture

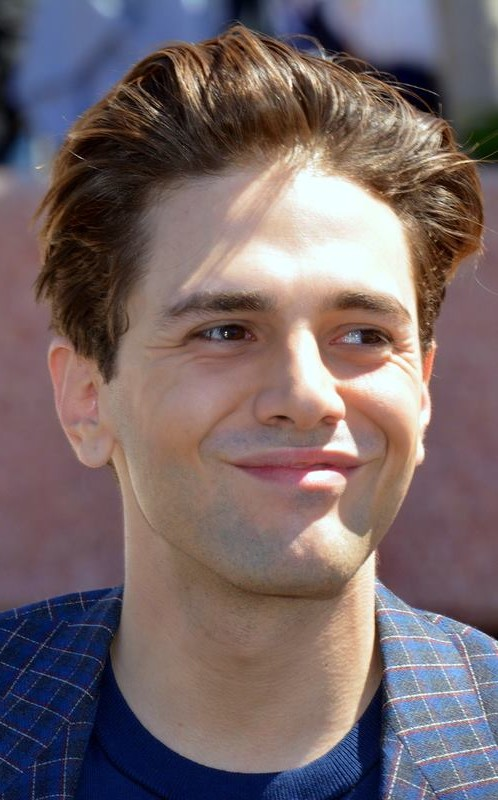
Xavier Dolan, interprète d'Adrian Mellon dans Ça Chapitre 2.

- Cet incident a inspiré une scène similaire au début du roman Ça de Stephen King, dans lequel trois adolescents jettent un jeune homosexuel, Adrian Mellon, d'un pont de Derry[4],[8]. La victime tombe alors dans la Kenduskeag et y est dévorée par le monstre Grippe-Sou[9]. Ce passage du roman a été repris comme scène d'introduction dans le long-métrage Ça Chapitre 2, sorti en 2019, où Adrian Mellon est interprété par Xavier Dolan[10].
- Mark Doty a écrit un poème sur la tragédie intitulé « La descente de Charlie Howard ».
- Le meurtre est également l’inspiration d’un roman de Bette Greene intitulé La noyade de Stephan Jones.